# Aljaksandr Martynovitj
Aljaksandr Uladzimiravitj Martynovitj (belarusiska: Алякса́ндр Уладзі́міравіч Мартыно́віч; ryska: Алекса́ндр Влади́мирович Мартыно́вич, Aleksandr Vladimirovitj Martynovitj), född 26 augusti 1987 i Minsk, Vitryska SSR, Sovjetunionen (nuvarande Belarus), är en belarusisk fotbollsspelare (försvarare) som spelar för Rubin Kazan.

## Karriär
Den 13 juni 2022 värvades Martynovitj av Rubin Kazan, där han skrev på ett tvåårskontrakt.